# Japans Grand Prix 2024
Japans Grand Prix 2024 (officielt navn: Formula 1 MSC Cruises Japanese Grand Prix 2024) var et Formel 1-løb, som blev kørt den 7. april 2024 på Suzuka-banen i Suzuka, Japan. Det var det fjerde løb i Formel 1-sæsonen 2024.

## Kvalifikation
| Pos.               | Nr. | Kører            | Konstruktør                  | Del 1    | Del 2    | Del 3    | Grid |
| ------------------ | --- | ---------------- | ---------------------------- | -------- | -------- | -------- | ---- |
| 1                  | 1   | Max Verstappen   | Red Bull Racing-Honda RBPT   | 1.28,866 | 1.28,740 | 1.28,197 | 1    |
| 2                  | 11  | Sergio Pérez     | Red Bull Racing-Honda RBPT   | 1.29,303 | 1.28,752 | 1.28,263 | 2    |
| 3                  | 4   | Lando Norris     | McLaren-Mercedes             | 1.29,536 | 1.28,940 | 1.28,489 | 3    |
| 4                  | 55  | Carlos Sainz Jr. | Ferrari                      | 1.29,513 | 1.29,099 | 1.28,682 | 4    |
| 5                  | 14  | Fernando Alonso  | Aston Martin Aramco-Mercedes | 1.29,254 | 1.29,082 | 1.28,686 | 5    |
| 6                  | 81  | Oscar Piastri    | McLaren-Mercedes             | 1.29,425 | 1.29,148 | 1.28,760 | 6    |
| 7                  | 44  | Lewis Hamilton   | Mercedes                     | 1.29,661 | 1.28,887 | 1.28,766 | 7    |
| 8                  | 16  | Charles Leclerc  | Ferrari                      | 1.29,338 | 1.29,196 | 1.28,786 | 8    |
| 9                  | 63  | George Russell   | Mercedes                     | 1.29,799 | 1.29,140 | 1.29,008 | 9    |
| 10                 | 22  | Yuki Tsunoda     | RB-Honda RBPT                | 1.29,775 | 1.29,417 | 1.29,413 | 10   |
| 11                 | 3   | Daniel Ricciardo | RB-Honda RBPT                | 1.29,727 | 1.29,472 | N/A      | 11   |
| 12                 | 27  | Nico Hülkenberg  | Haas-Ferrari                 | 1.29,821 | 1.29,494 | N/A      | 12   |
| 13                 | 77  | Valtteri Bottas  | Kick Sauber-Ferrari          | 1.29,602 | 1.29,593 | N/A      | 13   |
| 14                 | 23  | Alexander Albon  | Williams-Mercedes            | 1.29,963 | 1.29,714 | N/A      | 14   |
| 15                 | 31  | Esteban Ocon     | Alpine-Renault               | 1.29,811 | 1.29,816 | N/A      | 15   |
| 16                 | 18  | Lance Stroll     | Aston Martin Aramco-Mercedes | 1.30,024 | N/A      | N/A      | 16   |
| 17                 | 10  | Pierre Gasly     | Alpine-Renault               | 1.30,119 | N/A      | N/A      | 17   |
| 18                 | 20  | Kevin Magnussen  | Haas-Ferrari                 | 1.30,131 | N/A      | N/A      | 18   |
| 19                 | 2   | Logan Sargeant   | Williams-Mercedes            | 1.30,139 | N/A      | N/A      | 19   |
| 20                 | 24  | Zhou Guanyu      | Kick Sauber-Ferrari          | 1.30,143 | N/A      | N/A      | 20   |
| 107%-tid: 1.35,086 |     |                  |                              |          |          |          |      |
| Kilde:             |     |                  |                              |          |          |          |      |

## Resultat
| Pos.                                                               | Nr. | Kører            | Konstruktør                  | Omgange | Tid/Udgået  | Startpos. | Point |
| ------------------------------------------------------------------ | --- | ---------------- | ---------------------------- | ------- | ----------- | --------- | ----- |
| 1                                                                  | 1   | Max Verstappen   | Red Bull Racing-Honda RBPT   | 53      | 1:54.23,566 | 1         | 261   |
| 2                                                                  | 11  | Sergio Pérez     | Red Bull Racing-Honda RBPT   | 53      | +12,535     | 2         | 18    |
| 3                                                                  | 55  | Carlos Sainz Jr. | Ferrari                      | 53      | +20,866     | 4         | 15    |
| 4                                                                  | 16  | Charles Leclerc  | Ferrari                      | 53      | +26,522     | 8         | 12    |
| 5                                                                  | 4   | Lando Norris     | McLaren-Mercedes             | 53      | +29,700     | 3         | 10    |
| 6                                                                  | 14  | Fernando Alonso  | Aston Martin Aramco-Mercedes | 53      | +44,272     | 5         | 8     |
| 7                                                                  | 63  | George Russell   | Mercedes                     | 53      | +45,951     | 9         | 6     |
| 8                                                                  | 81  | Oscar Piastri    | McLaren-Mercedes             | 53      | +47,525     | 6         | 4     |
| 9                                                                  | 44  | Lewis Hamilton   | Mercedes                     | 53      | +48,626     | 7         | 2     |
| 10                                                                 | 22  | Yuki Tsunoda     | RB-Honda RBPT                | 52      | +1 omgang   | 10        | 1     |
| 11                                                                 | 27  | Nico Hülkenberg  | Haas-Ferrari                 | 52      | +1 omgang   | 12        |       |
| 12                                                                 | 18  | Lance Stroll     | Aston Martin Aramco-Mercedes | 52      | +1 omgang   | 16        |       |
| 13                                                                 | 20  | Kevin Magnussen  | Haas-Ferrari                 | 52      | +1 omgang   | 18        |       |
| 14                                                                 | 77  | Valtteri Bottas  | Kick Sauber-Ferrari          | 52      | +1 omgang   | 13        |       |
| 15                                                                 | 31  | Esteban Ocon     | Alpine-Renault               | 52      | +1 omgang   | 15        |       |
| 16                                                                 | 10  | Pierre Gasly     | Alpine-Renault               | 52      | +1 omgang   | 17        |       |
| 17                                                                 | 2   | Logan Sargeant   | Williams-Mercedes            | 52      | +1 omgang   | 19        |       |
| Ret                                                                | 24  | Zhou Guanyu      | Kick Sauber-Ferrari          | 12      | Gearkasse   | 20        |       |
| Ret                                                                | 3   | Daniel Ricciardo | RB-Honda RBPT                | 0       | Sammenstød  | 11        |       |
| Ret                                                                | 23  | Alexander Albon  | Williams-Mercedes            | 0       | Sammenstød  | 14        |       |
| Hurtigste omgang: Max Verstappen (Red Bull) - 1.33,706 (omgang 50) |     |                  |                              |         |             |           |       |
| Kilde:                                                             |     |                  |                              |         |             |           |       |

Noter:
↑1 - Inkluderer point for hurtigste omgang.

## Stilling i mesterskaberne efter løbet
| Pos. | Kører            | Point |
| ---- | ---------------- | ----- |
| 1    | Max Verstappen   | 77    |
| 2    | Sergio Pérez     | 64    |
| 3    | Charles Leclerc  | 59    |
| 4    | Carlos Sainz Jr. | 55    |
| 5    | Lando Norris     | 37    |

| Pos. | Konstruktør           | Point |
| ---- | --------------------- | ----- |
| 1    | Red Bull-Honda RBPT   | 141   |
| 2    | Ferrari               | 120   |
| 3    | McLaren-Mercedes      | 69    |
| 4    | Mercedes              | 34    |
| 5    | Aston Martin-Mercedes | 33    |